# Bernd Wallet
Barend Theodoor (Bernd) Wallet (Middelburg, 27 februari 1971) is op 15 februari 2020 verkozen tot oudkatholiek aartsbisschop van het Aartsbisdom Utrecht. Daarmee was hij de 17e oudkatholieke aartsbisschop. Hij is opvolger van Joris Vercammen. 
Wallet is de zoon van een protestantse emeritus-predikant, maar ging over naar het oud-katholicisme. Hij sloot de studie theologie aan de University of Hull af in 2005 en aan het Oud-Katholiek seminarie in Amersfoort in 2006. In 2006 werd hij tot diaken gewijd door aartsbisschop John Sentamu van het Anglicaanse bisdom York. Een jaar later werd hij tot priester gewijd in de Sint-Gertrudiskathedraal in Utrecht door mgr. Joris Vercammen.
Van 2007 tot 2010 was hij parochievicaris in Northallerton, bisdom York. Na zijn terugkeer naar Nederland werd hij assisterend pastoor van de Sint-Gertrudiskathedraal en personal assistent van aartsbisschop Vercammen, verantwoordelijk voor de externe relaties met andere Oud-Katholieke kerken en de Anglicaanse Kerk.
Wallet was pastoor van de Sint-Gertrudiskathedraal van 2015 tot 2020. Toen hij in februari 2020 aartsbisschop van Utrecht werd, zei hij: "Ik wil onze parochies uitdagen om een open huis te zijn voor mensen in onze omgeving en met vreugde de hoop uitdragen die in ons leeft."
In verband met de coronacrisis werden de wijding en intronisatie tweemaal uitgesteld. Op 18 september 2021 werd Wallet door mgr. Dirk Jan Schoon (de bisschop van Haarlem) tot bisschop gewijd in de Grote of Lebuinuskerk in Deventer.
Wallet is getrouwd en heeft vier kinderen. In zijn studententijd was Wallet lid van de christelijke studentenvereniging S.S.R.-N.U.